# Jabukovac (Negotin)
Pour les articles homonymes, voir Jabukovac.

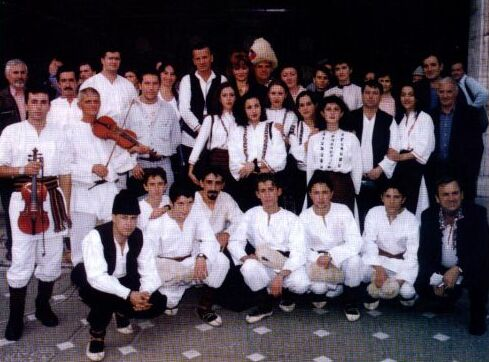
Valaques de Jabukovac

Jabukovac (en serbe cyrillique : Јабуковац) est une localité de Serbie située dans la municipalité de Negotin, district de Bor. Au recensement de 2011, elle comptait 1 389 habitants.
Jabukovac est officiellement classé parmi les villages de Serbie. La première mention de la localité remonte à 1542.

## Démographie

### Évolution historique de la population
| 1948  | 1953  | 1961  | 1971  | 1981  | 1991  | 2002  | 2011  |
| ----- | ----- | ----- | ----- | ----- | ----- | ----- | ----- |
| 4 550 | 4 592 | 4 491 | 3 886 | 3 485 | 2 988 | 1 884 | 1 389 |

|  |